# Schlacht von Baugé
Die Schlacht von Baugé war eine militärische Auseinandersetzung im Hundertjährigen Krieg zwischen England und Frankreich. Sie fand am 22. März 1421 nahe der französischen Stadt Baugé (bei Angers) statt. Dabei erlitten die englischen Truppen unter dem Duke of Clarence, dem Bruder des englischen Königs, eine schwere Niederlage. Der Herzog selbst wurde getötet.

## Vorgeschichte
Auch nach dem Abschluss des Vertrages von Troyes vom 21. Mai 1420 gingen die Feindseligkeiten im Hundertjährigen Krieg (1337–1455) weiter. Die englischen Truppen eroberten nacheinander Montereau und Melun. Danach verließ König Heinrich V. die Truppen im Dezember 1420 und kehrte nach England zurück. Er ließ seinen Bruder, den Duke of Clarence als Stellvertreter zurück, welcher den Earl of Salisbury zu seiner Unterstützung hatte. Clarence unternahm in den folgenden Monaten eine Reihe von kleineren Strafaktionen und Feldzügen gegen die Anhänger des französischen Dauphin. Diese waren durch den Vertrag von Troyes zwar geschwächt worden, erstarkten nun jedoch wieder und hatten sich mit den Schotten verbündet.
Im Laufe der Operationen des englischen Heeres (zu Beginn etwa 4.000 Mann) unter Clarence und Salisbury bezogen deren Truppen im März 1421 ein Lager bei der Burg Beaufort, 16 Kilometer südwestlich von Baugé. Demgegenüber sammelten die Anhänger des Dauphin ungefähr 5.000 Mann bei Tours. Die Führer des schottischen Kontingents waren der Earl of Buchan und der Earl of Wigtown, der des französischen der Sieur de Lafayette. Als diese von dem englischen Lager unweit Baugé erfuhren, umgingen sie die englischen Truppen, um diesen im Nordosten den Rückzug zu verlegen. Am Abend des 21. März 1421 erreichten sie Baugé. Am nächsten Morgen bereitete das Heer der Dauphin-Anhänger eine Schlachtaufstellung nahe dem Dorf La Lande Chasles vor, ungefähr acht Kilometer entfernt von der Stadt.
An diesem Tag, dem 22. März, wurden einige Schotten von einer englischen Fourage-Abteilung gefangen genommen. Erst jetzt erfuhr Clarence von der Nähe der Feinde und beschloss seine verstreuten Truppen zu sammeln und das gegnerische Heer anzugreifen. Entgegen allen Warnungen seiner Unterführer zog er mit 1.000 bis 1.500 bewaffneten Männern los. Der Earl of Salisbury blieb zurück, um die anderen Truppen, vor allem die Bogenschützen, zu sammeln.

## Schlachtverlauf
Die Schlacht begann, als die englischen Truppen am Eingang von La Lande Chasles eine Brücke angriffen, die von den Schotten verteidigt wurde. Erst als die Engländer den Fluss an einer anderen Stelle passierten und die Flanke der Schotten angriffen, flüchteten diese in die Straßen des Ortes, wo der Kampf weiterging. Clarence versuchte seine Truppen wieder zu sammeln, doch viele Soldaten waren mit der Verfolgung der Schotten oder der Plünderung des Dorfes beschäftigt, sodass er nur einige Hundert Mann auf den Hügeln vor dem Ort aufstellen konnte. Diese waren vom Anmarsch und dem Gefecht bereits ermüdet.
Unterdessen hatte Buchan den größten Teil seiner Armee (mehrere Tausend Mann) hinter dem Dorf Vieul Baugé gesammelt. Er führte diese Truppen nun, eine Stunde vor Sonnenuntergang, gegen die englische Aufstellung. Als die Armee der Dauphin-Anhänger in Sicht kam, gab der Duke of Clarence den Befehl zum Angriff, obwohl seine Soldaten zahlenmäßig unterlegen waren. Clarence fiel während des Kampfes, und die Engländer wurden in das sumpfige Ufergelände des Flusses zurückgeworfen. Dort wurden sie aufgerieben, wobei auch Gilbert Umfraville, Lord Ros und der Earl von Tankerville getötet, sowie der Earl of Somerset gefangen genommen wurden.
In der Zwischenzeit hatte der Earl of Salisbury einige weitere Truppen (ca. 1.000 Mann) gesammelt und war dem Duke hinterhergezogen. Nach der Überlieferung der englischen Berichte erreichte er nach Einbruch der Dunkelheit das Schlachtfeld, griff die Franzosen und Schotten an und warf sie zurück. Dabei konnte er den Leichnam von Clarence bergen, der in der Folge in einem Wagen zur Beerdigung nach England gebracht wurde.

## Folgen
Am Ostersonntag, dem 23. März 1421, begann der Rest der englischen Armee seinen Rückzug in Richtung La Flèche. Damit gelang es Salisbury, die gegnerische Armee, die seine Rückzugslinien bedrohte, zu umgehen. Die Armee überquerte mithilfe einer behelfsmäßigen Brücke den Loir und erreichte das sichere Le Mans.